# Combat (jeu vidéo, 1977)
Pour les articles homonymes, voir Combat (homonymie).
Combat est un jeu vidéo de tir développé et édité par Atari Inc., sorti en 1977 sur Atari 2600. 

## Système de jeu
Deux joueurs s’affrontent durant une partie de 5 minutes. L'objectif est d'atteindre l'adversaire en lui tirant dessus. Le nombre de munitions est illimité. Le vainqueur est celui qui a réussi à abattre l'adversaire le plus grand nombre de fois au terme de la partie.
27 niveaux de jeu sont proposés.
- Niveaux 1 à 14 : Dans le niveau la plus élémentaire, les joueurs disposent d'un char, se déplacent au sol et tirent en ligne droite. Les autres niveaux ajoutent d’autres fonctionnalités : les chars évoluent dans un labyrinthe dont les murs gênent leur progression et leurs tirs, les tirs rebondissent sur les murs comme au billard, le tir est télécommandé, les chars sont invisibles sauf lorsqu’ils tirent ; les niveaux 2 à 14 combinent ces différentes fonctionnalités.
- Niveaux 15 à 27 : les joueurs disposent d’un avion qui se déplace en permanence et à vitesse constante, les joueurs pouvant uniquement modifier la direction du vol. Les niveaux 16 à 27 ajoutent d’autres fonctionnalités, parfois en combinaison : des nuages obstruent une partie de la vue, le tir est télécommandé, un des avions est plus grand et plus vulnérable, un joueur ou les deux joueurs disposent de plusieurs avions volant en escadrille, etc.

## Accueil
Le jeu est l'une des entrées de l'ouvrage Les 1001 jeux vidéo auxquels il faut avoir joué dans sa vie